# Giza Nekropolis
Giza Nekropolis (arabisk أهرامات الجيزة) er det arkæologiske område ved Gizaplateauet i udkanten af Kairo, Egypten. Komplekset af fortidsminder inkluderer de tre pyramider kendt som de Store Pyramider den enorme skulptur kaldet Sfinksen, adskillige begravelsespladser, en landsby for arbejdere og et industrielt kompleks. Det ligger omkring 9 km inde i ørkenen fra den gamle by Giza, ved Nilens bred ca. 25 km sydvest for Keiro centrum. Pyramiderne som historisk set har været en vigtig del af Vestens billede Oldtidens Egypten blev populariseret under Hellenismen, hvor Den store pyramide i Giza kom på Antipater fra Sidons liste over Verdens syv underværker. Det er det ældste af oldtidens underværker og det eneste som stadig eksisterer.